# Ketagalan

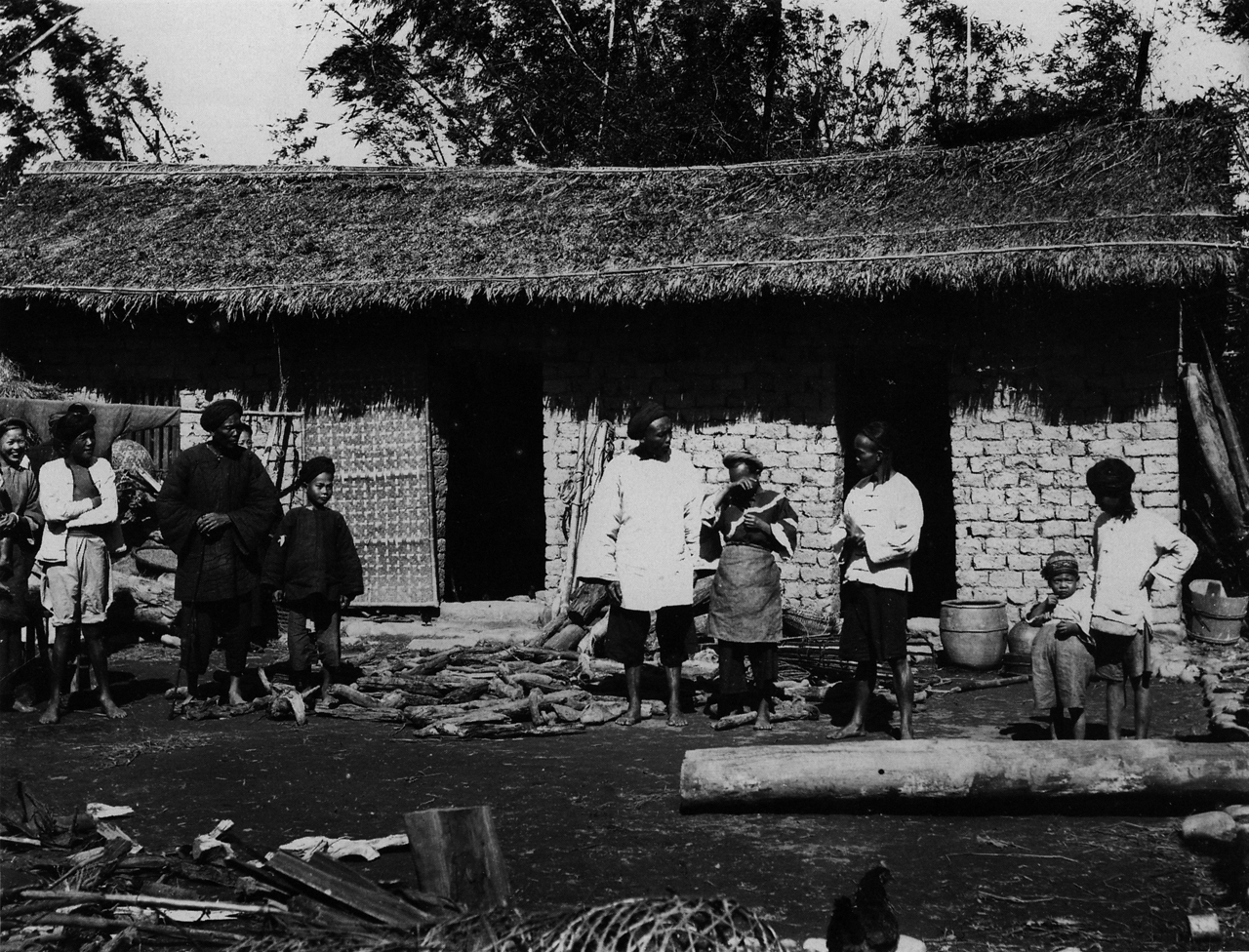
Ketagalan in 1897

Ketagalan is de naam voor de oorspronkelijke bewoners van Taiwan. Hun taal was het Ketangalaans, dat tot de Austronesische talen behoort.
In 1996 werd de straat tegenover het presidentiële gebouw in Taipei gewijzigd van 'Chiang Kai-shek Boulevard' naar 'Ketagalan Boulevard' om de herinnering aan deze oude stam door te laten leven.

## Legende over vestiging op Taiwan
De legende wil dat hun voorouders oorspronkelijk op een ander eiland leefden tot op een dag een monster op het eiland verscheen dat elke nacht in het dorp verscheen om de dorpelingen te terroriseren. Derhalve legden de dorpelingen, rond hun huizen en gronden, vallen aan. Zo raakte het monster gewond waardoor het opnieuw de bergen werd ingedreven en het dorp een tijdje vredig en rustig was. Maar spoedig verscheen het monster weer, gek van de honger om een hut te bereiken en daar een kind te verorberen. De dorpelingen leefden nu in angst door het monster te worden opgegeten en durfden slapen noch met de oogleden knipperen. Er werd geestdriftig maar weinig succesvol overlegd om een oplossing te vinden en de dorpelingen besloten dat er niets anders opzat dan in te pakken en het eiland te verlaten. Na een zware reis op zee, kregen zij land in zicht, het eiland Taiwan.
Na jaren, was de stam zo hard gegroeid dat ze besloten strootjes te trekken. Wie een lange halm trok kon op de vruchtbare vlakte blijven en wie aan een kort eindje trok, moest zich richting bergen begeven. Zo werden de dorpelingen gescheiden in stammen die respectievelijk in de vlaktes en in de bergen woonden.